# ビクトル・メサ・ジュニア
ビクトル・メサ・リオス・ジュニア（Víctor Mesa Ríos Jr., 2001年9月8日 - ）は、キューバ・ビジャ・クララ州出身のプロ野球選手（外野手）。左投左打。MLBのマイアミ・マーリンズ傘下所属。
父親は2013 ワールド・ベースボール・クラシックキューバ代表の監督を務めたビクトル・メサであり、兄は同じくプロ野球選手のビクトル・ビクトル・メサである。

## 経歴

### マーリンズ時代
2018年5月、メジャー移籍を目指して亡命した。10月20日、兄のビクトル・ビクトル・メサと共にマイアミ・マーリンズとマイナー契約を結び、22日に入団会見が行われた。
2019年、傘下のルーキー級ガルフ・コーストリーグ・マーリンズでプロデビュー。47試合に出場して打率.284、1本塁打、24打点、7盗塁を記録した
2025年は、開幕ロースター入りした。5月27日のサンディエゴ・パドレス戦でメジャー初出場を果たした。（1打数無安打）